# Qina (Stadt)
Qina oder häufiger Qena (arabisch قنا, DMG Qinā) ist eine Stadt in Oberägypten und die Hauptstadt des Gouvernements Qina.
Sie liegt am Ostufer des Nils. Qina war bekannt als Kaine während der griechisch-römischen Zeit. Die Bevölkerungszahl beträgt 214.851 (Berechnung 2008) bzw. 206.831 Einwohner (Volkszählung 2006).
Qina wurde in weiten Teilen restauriert und belegte den dritten Platz im UNESCO City Beauty Contest.

## Persönlichkeiten
- Loutfy Boulos (1932–2015), Botaniker
- Mounir Sabet (1936–2024), General und Sportfunktionär